# Yxnebergaätten
Yxnebergaätten är en konventionell nutida benämning på en  uradlig frälseätt som uppkallats efter gården Yxneberga i Hagby socken i Småland, där ätten är känd sedan 1500-talet. Ätten utdog under medeltiden innan Sveriges Riddarhus grundades 1625, varför den aldrig introducerades där som adelsätt.

## Historia
Medlemmar av ätten är beskrivna med en mindre släkttavla i Biskop Hans Brasks släktbok,  och viss utredning har också gjorts av Hans Gillingstam i Personhistorisk tidskrift 1962, där Gillingstam tillbakavisade tidigare uppgifter om att ätten skulle ha samband med Slatteätten.
1. Tidigast kända medlemmarna var stamfadern Nils Hemmingsson i Yxneberga (nämnd omkring 1500), Hagby socken, i Möre,[2] enligt Rasmus Ludvigsson gift med en Karin Håkansdotter [3] Möjligen är han identisk med den Nils Hemmingsson som 1518 säljer för 400 stockholmska mark sitt stenhus ”östan mur” i Stockholm, till Lasse Nilsson. [4]
  1. Dottern Britta, eller Karin Nilsdotter, skall enligt Hans Brask ha hetat Karin och varit gift med Erik Månsson (Skällsnäsätten), medan Rasmus Ludvigsson benämner henne Britta, och att hon skall ha varit bosatt i Gräsgärde i Arby sn, Södra Möre.
  2. Hans son, Anders Nilsson, (som enligt Hans Gillingstam felaktigt av Gustaf Elgenstierna tidigare har listats som son till Nils Slatte inom Slatteätten)[2] var svärfar till Halsten Bagge och Bengt Eriksson, genom sina döttrar:
    1. Katarina Andersdotter (Yxnebergaätten) (också kallad Karin) , var gift med Halsten Bagge, vilken tillhörde ätten Bagge af Berga och var krigsöverste under Gustav Vasas tid och hövitsman på Kalmar slott 1540. 1544 förseglade han bland adeln Västerås arvsförening. Halsten Bagge levde ännu 5 februari 1550, men 1564 benämns hans hustru Katarina som änka. Halsten Bagge och Katarina hade barnen Bengt, Anders, Måns, Peder, Bröms, Ingrid, Brita och Margareta, varav sonen Anders kom att ärva godset Skällsnäs, efter att hans morfars kusin, slottsfogden Bengt Eriksson (Skällsnäsätten) avrättats vid Stockholms blodbad.